# Stikanäs
Stikanäs är en udde i Finland. Den ligger i Pyttis och landskapet Kymmenedalen, i den södra delen av landet, 100 km öster om huvudstaden Helsingfors.
Terrängen inåt land är mycket platt. Havet är nära Stikanäs åt sydost.